# Ca n'Estruc (Montmajor)
Can n'Estruc (o Ca n'Astruc) és una masia de la parròquia de Sorba, al municipi de Montmajor, el Berguedà. Està catalogada com un edifici patrimoni immoble amb ús residencial i de titularitat privada que està en un bon estat de conservació i no està protegit. El seu número d'inventari de la Generalitat de Catalunya és l'IPA-3506.

## Situació geogràfica
Ca n'Estruc està situat al nucli de Sorba, Montmajor, a prop de Santa Maria de Sorba i del límit municipal amb Navès, al Solsonès. Està al costat de la casa també inventariada com a patrimoni de Cal Gili.

## Estil i descripció
És una masia que segueix l'estil tradicional segons la classificació de Josep Danés i que descriu les masies pròpies del segle xvii que tenen una planta quadrada que integra l'esquema basilical i un carener paral·lel a la façana principal que està orientada a occident i té una coberta amb dos vessants. Té totes les obertures (finestres, portalades, etc.) en la banda de ponent. Té planta baixa, dos pisos i golfes. Des de la façana observem que hi ha dues fases constructives: la més antiga a la banda esquerra en la qual hi ha un parament fet amb blocs de pedra més grossos que la resta i en el que hi ha una obertura en forma d'espitllera. A partir d'aquesta part, la casa es va ampliar per la banda dreta, en la que s'hi obrí una porta d'arc rebaixat que actua com a eix de simetria en la qual, al damunt seu, hi ha els balcons. Al costat esquerre hi ha una porta tapada formada per dos arcs de mig punt.

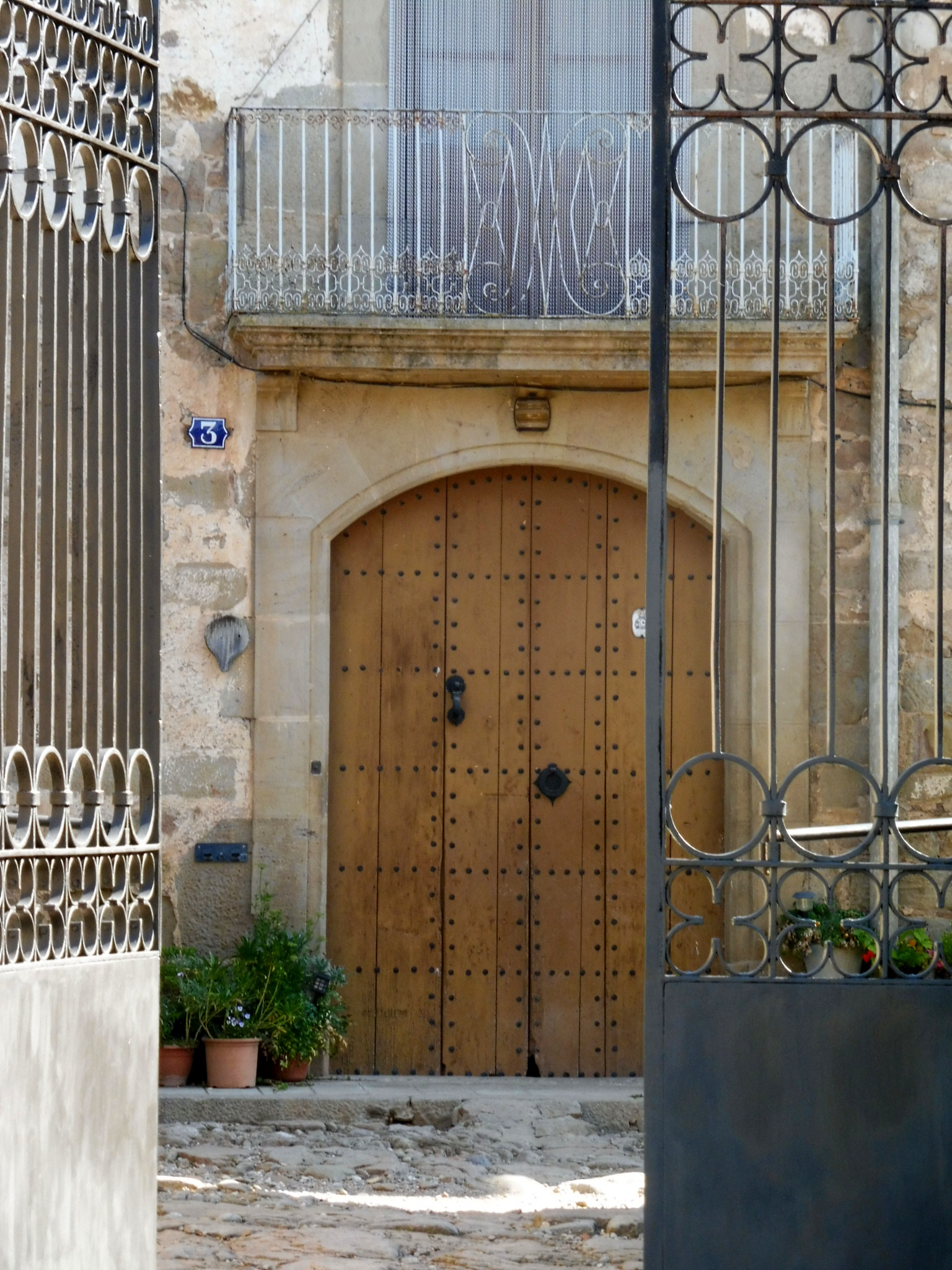
El Portal

Hi ha una capella familiar integrada dins el cos de la casa de la qual podem veure des de l'exterior una finestra garlinada de petits arcs apuntats de tradició renaixentista que està situada al segon pis.
L'interior de la casa està dividida en cinc crugies perpendiculars a la façana i que a la planta baixa estan cobertes amb volta de canó. La crugia central és més ampla que la resta que té a les dues bandes. L'accés a la sala es fa per una escala de pedra ampla. La sala principal té una gran proporció i s'hi obren les habitacions. A les portes s'hi troben diverses llindes que tenen dates i inscripcions (ATONIA STRUCH 1707, TAREZA ASTRUCH). La sala també té una petita capella encastada a la paret i el rellotge. Un fet estrany d'aquesta sala és que la seva banda esquerra està coberta amb volta de canó, fet que podria indicar que és la part més antiga de la casa.
Un porxo i un mur del segle xviii tanquen les dependències de la casa. Formant un angle amb la casa, als dos costats hi ha la pallissa i les corts que fan que tot el conjunt quedi tancat per un baluard i un mur que es van construir al segle xviii en el qual hi ha una porta de ferro entre dos pilars. Al davant d'aquesta entrada hi ha l'era i al seu davant hi ha una altra cort i el femer cobert amb volta de canó que són del segle xix.

## Història
La història de la casa està documentada per un fons documental que tenen els propietaris que té documents des del segle xvi. Ca n'Estruch fou construïda a la segona meitat del segle xvii en l'emplaçament a on hi havia una casa anterior que segurament era del segle XIV i ha patit diferents obres de remodelació i ampliació al llarg de la seva història. Magdalena Estruch, la pubilla de la casa es va casar el 1720 amb en Josep Parera i això va fer modificar el cognom dels propietaris de la masia i en l'actualitat encara continuen amb aquest cognom. El rector de Sorba, mossèn Miquel Miralles esmenta a Ca n'Estruch a la consueta de 1757 com a pagadora de delmes i primícies a Santa Maria de Sorba. El 1887 es va celebrar el matrimoni de Josep Parera i Casas amb Dolors Rosas de can Riera, de Sagàs, que era una pubilla molt rica que va fer obres de reforma a l'interior de la casa, a la façana i hi va construir la majoria dels estables i pallisses del voltant. Ca n'Estruc era considera una de les cases principals de Sorba i tenia moltes propietats, entre les quals hi ha el molí de Sorba i el forn d'obra de Ca n'Estruc que també estan inventariats com a patrimoni en el mapa de patrimoni fet per la Diputació de Barcelona el 2003.